# 河原理子
河原 理子（かわはら みちこ、1961年 - ）は、ジャーナリスト。
東京都生まれ。東京大学文学部社会心理学科卒業。朝日新聞に入り、社会部記者として、性暴力被害の取材をきっかけに、事件・事故の被害者の話を聴く。『AERA』副編集長、文化部次長などを務め、朝日新聞編集委員。。東京大学大学院情報学環特任教授。　　

## 著書
- 『犯罪被害者　いま人権を考える』平凡社新書、1999
- 『フランクル『夜と霧』への旅』平凡社、2012／朝日文庫、2017 解説：後藤正治
- 『戦争と検閲　石川達三を読み直す』岩波新書、2015

共編
- 『〈犯罪被害者〉が報道を変える』高橋シズヱと共編 岩波書店、2005

## 注
1. ↑  『フランクル『夜と霧』への旅』著者紹介
2. ↑  “河原 理子”. 東京大学. 2023年6月19日閲覧。